# David Knopfler

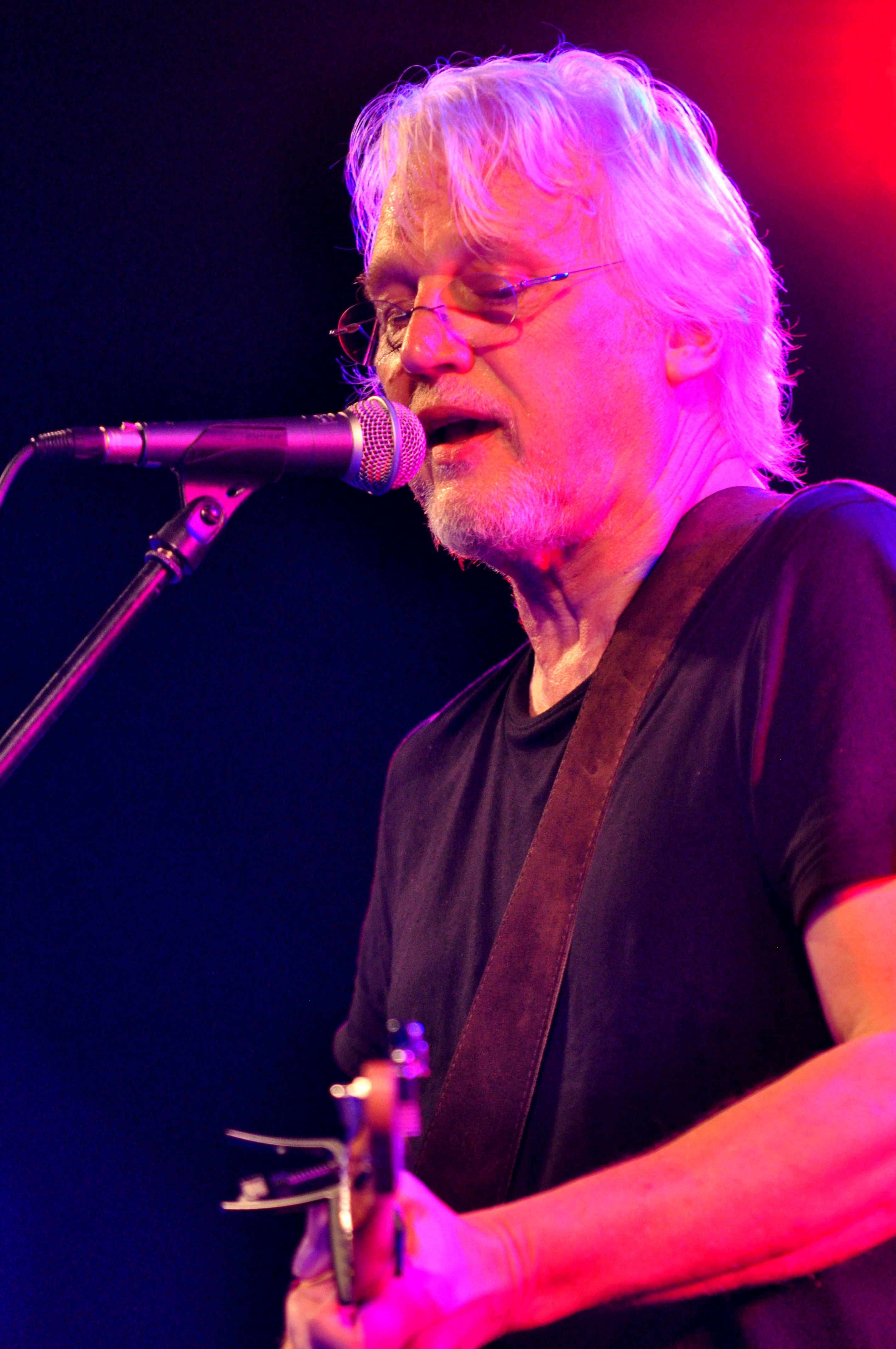
David Knopfler (2017)

David Knopfler (* 27. Dezember 1952 in Glasgow) ist ein britischer Musiker und gemeinsam mit seinem Bruder Mark Knopfler eines der Gründungsmitglieder der Rockband Dire Straits.

## Musikalische Karriere
Auf den ersten beiden Alben der Dire Straits (Dire Straits und Communiqué) spielte Knopfler die Rhythmusgitarre. 1980 verließ er die Band, da er sich nach Konflikten mit seinem Bruder kreativ und emotional eingeengt und in seiner musikalischen Entwicklung gehemmt fühlte, und begann eine Solokarriere.
1983 veröffentlichte er sein erstes Soloalbum Release. In dem Song Madonna’s Daughter wirkte sein Bruder Mark sowie in Soul Kissing John Illsley von den Dire Straits mit. Sein 1984 erschienenes zweites Album Behind the Lines ist stark durch Synthesizerklänge geprägt. Ein Jahr später (1985) veröffentlichte er sein drittes Album Cut the Wire und schrieb den Titelsong Double Dealing zur Tatort-Folge Doppelspiel. 1988 folgte Lips against the Steel, das wie seine vorherigen Alben von A&M Records in den USA herausgebracht wurde.
Sein fünftes Album Lifelines erschien 1991 und wurde in Peter Gabriels Real World Studios aufgenommen. Mit der Unterstützung seines langjährigen Freundes Harry Bogdanovs entstanden Stücke wie Rise Again, Like Lovers Do, Falling und Guiding Star. 1993 erschien das Album The Giver, das durch einfache Arrangements geprägt ist. 1995 und 2001 folgten die Alben Small Mercies und Wishbones. In einigen Stücken von Wishbones und der 2004 erschienenen CD Ship of Dream spielt Chris Rea mit. Julia Neigel singt mit ihm zusammen auf der deutschen Veröffentlichung der letztgenannten CD ein Duett auf Tears Fall. Knopfler hat unter anderem mit Amilia Spicer und Megan Slankard zusammengearbeitet.
2006 veröffentlichte er sein zehntes Album Songs for the Siren und 2008 das Best-of-Album Compilation. 2009 erschien die letztgenannte Zusammenstellung mit einem Bonustitel als The Anthology 1983–2008. Im September 2011 nahm er mit Bogdanov „live im Studio“ 18 akustische Songs auf, davon sieben neue Kompositionen, die im Oktober 2011 als Doppel-CD veröffentlicht wurden. Eine weitere in Erfurt aufgenommene Live-CD Made in Germany erschien 2013. Seit Mai 2015 war er mit Bogdanovs in vier Ländern zur „The Grace Tour 2015/2016“ unterwegs.

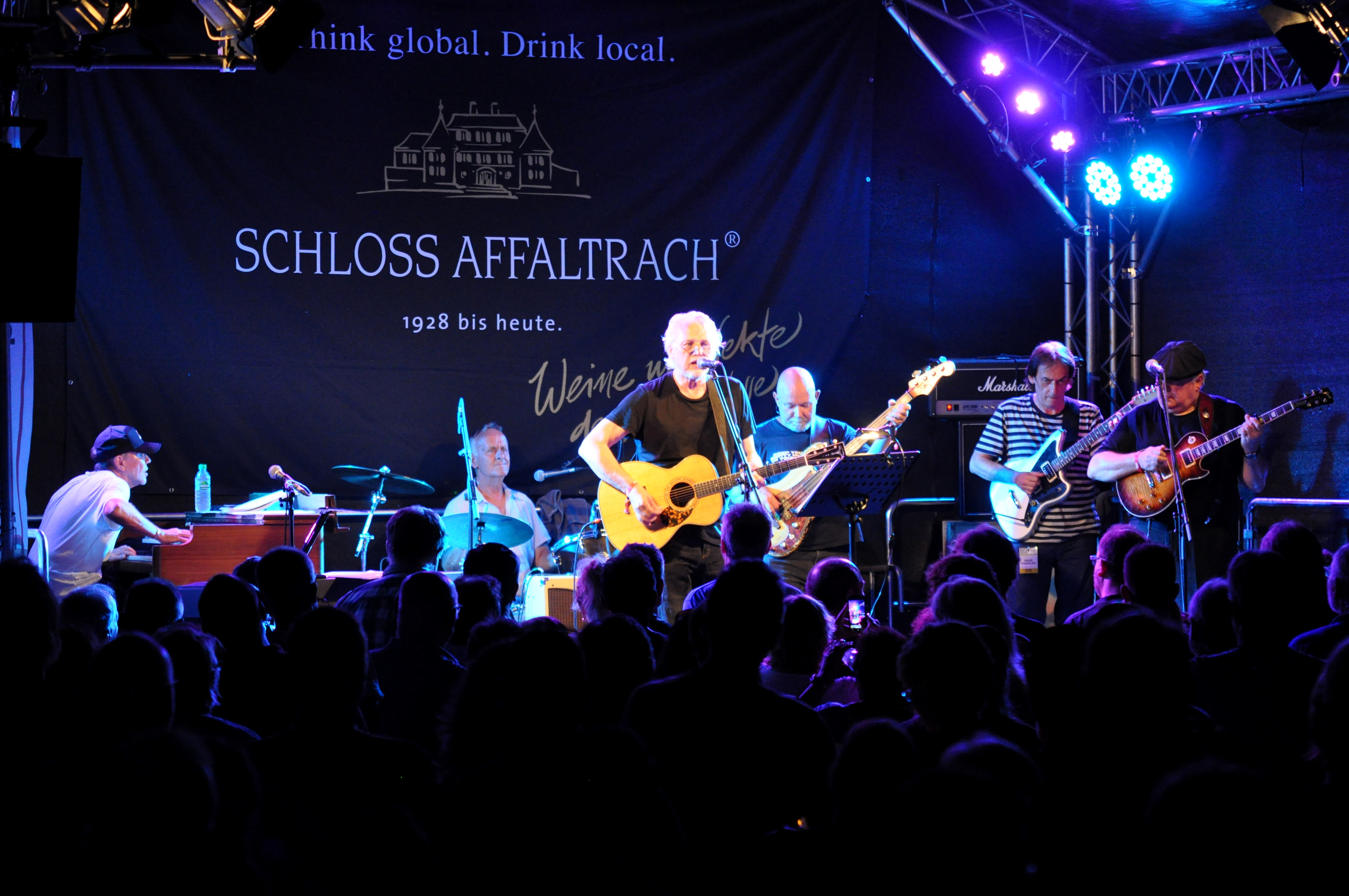
David Knopfler mit Band beim Blacksheep-Festival 2017

## Weitere Tätigkeiten
Während der 1990er Jahre wurde David Knopfler neben seinen musikalischen Aktivitäten auch als professioneller Entwickler von Websites tätig. Er erstellte für verschiedene Unternehmen und Institutionen Internetauftritte und beschäftigte sich intensiv mit Techniken des Webdesigns. Außerdem ergänzte er sein Leistungsspektrum um die Bereiche E-Commerce, E-Publishing, HTML und Internet-Consulting.

## Diskografie

### Als Mitglied der Dire Straits
- 1978: Dire Straits
- 1979: Communiqué
- 1995: Live at the BBC

### Soloalben
- 1983: Release
- 1984: Behind the Lines
- 1986: Cut the Wire
- 1988: Lips against the Steel
- 1991: Lifelines
- 1993: The Giver
- 1994: Small Mercies
- 2001: Wishbones
- 2004: Ship of Dreams
- 2006: Songs for the Siren
- 2011: Acoustic (mit Harry Bogdanovs)
- 2013: Made in Germany (Live in Erfurt) (mit Harry Bogdanovs)
- 2015: Grace (mit Harry Bogdanovs)
- 2019: Heartlands
- 2020: Last Train Leaving
- 2020: Songs of Loss and Love
- 2021: Anthology Volume Four
- 2021: Shooting For The Moon
- 2022: Skating On The Lake
- 2024: Crow Gifts

### Filmmusik
- 1984: Treffer
- 1985: Tatort (Doppelspiel)[5]
- 1989: Laser Mission
- 1993: Der große Bellheim

### Kompilationen
- 2008: The Compilation (Australian Import, UK-Import)
- 2009: The Anthology: 1983–2008
- 2016: Anthology Volumes 2 and 3 - Double CD